# 부분 (화학)

아세트산 벤질은 에스터 작용기(적색), 아세틸 작용기(진한 녹색 점선으로 둘러싸인) 및 벤질옥시 부분(진한 노란색 점선으로 둘러싸인)을 가지고 있다. 다른 부분도 만들어질 수 있다.

부분(部分, 영어: moiety) 또는 성분(成分)은 유기화학에서 일반적으로 다른 종류의 분자 내에서도 발견될 수 있는 분자의 일부분이다.
부분이라는 용어는 분자의 더 큰 특징적인 부분을 설명하는데 사용되어야 하며, 작은 분자를 포함한 대부분의 분자에서 유사한 화학 반응에 참여하는 원자들로 구성된 작은 작용기를 설명하는데 사용되지 않아야 한다. 일부 예에서 부분은 보다 작은 부분과 작용기로 구성될 수 있다.
탄화수소 분자의 골격으로부터 확장된 가지를 구성하는 부분은 종종 분해되어 다른 것으로 치환될 수 있으며, 이를 치환기 또는 곁사슬이라고 한다.

## 활성 부분
약리학에서 활성 부분은 약물의 생리학적 또는 약리학적 작용을 담당하는 분자 또는 이온(부가된 비활성 부분은 제외)의 부분이다. 약물의 비활성 부가 부위는 에스터의 알코올 또는 산 부분, 염(수소 결합 또는 배위 결합을 갖는 염을 포함) 또는 기타 비공유결합 유도체(배위화합물, 킬레이트, 클라스레이트 화합물과 같은)를 포함할 수 있다. 모약물(parent drug)은 그 자체로 비활성 프로드러그일 수 있고 활성 부분이 모약물로부터 분리되어 자유 형태가 된 후에 활성화된다.

## 같이 보기
- 잔기
- 치환기
- 곁사슬
- 위키낱말사전에 moiety 관련 글이 있습니다.